# Premio de las Letras Aragonesas

Escudo de Aragón

El Premio de las Letras Aragonesas forma parte del Premio Aragón, distingue a personas, instituciones o entes aragonesas, reconociendo su labor en la creación o investigación literaria. Desde su creación se estableció que tendrá periodicidad anual, y que sería convocado por el Departamento competente en materia de Cultura.

## Origen
El Premio de las Letras Aragonesas se instituyó el 11 de julio de 2002, por el decreto 235/2002 de 11 de julio, del Gobierno de Aragón. Este modificaba el decreto 253/2001 de 23 de octubre de 2001 del Gobierno de Aragón, que regulaba el régimen general de los premios a la creación literaria («Boletín Oficial de Aragón» núm. 132, de 9 de noviembre).

## Candidatos
Podrán ser candidatos al premio aquellas personas, instituciones o entes aragoneses cuya labor genérica en las áreas de la creación e investigación literarias se estime de especial relevancia y constituya un modelo y testimonio ejemplar para la sociedad aragonesa.

## Dotación
La dotación del Premio de las Letras Aragonesas consistirá en la cantidad en metálico, indivisible, de 12.000 € y en la entrega de un diploma acreditativo.
El premio se satisfará con cargo a la aplicación presupuestaria 18060/G/4522/226002/91002 del presupuesto del Departamento de Educación, Universidad, Cultura y Deporte para el año en curso.
La concesión de este premio queda condicionada a la existencia de crédito suficiente en el presupuesto del Departamento de Educación, Universidad, Cultura y Deporte para el año en curso.

## Candidaturas
Las candidaturas al Premio de las Letras Aragonesas 2011 podrán ser propuestas:
1. Por cualquier institución académica, científica o cultural.
2. Mediante iniciativa pública, que requerirá la presentación de al menos cien firmas recogidas en pliegos, donde conste con claridad el nombre, número de documento nacional de identidad y rúbrica de los firmantes.
3. Por los miembros del Jurado constituido al efecto, en la forma y con los requisitos que más adelante se indican.

- Las propuestas deberán adjuntar necesariamente una sucinta biografía de la persona, institución, ente o asociación cuya candidatura se propone, y la exposición de los motivos que inducen a la presentación.

## Jurado
Las candidaturas presentadas al Premio de las Letras Aragonesas serán examinadas por un Jurado constituido al efecto, que estará presidido por la Consejera de Educación, Universidad, Cultura y Deporte o persona en quien delegue, e integrado por el director general de Cultura y cinco vocales designados por aquella entre personas de reconocido prestigio en la materia objeto del concurso. La composición del jurado se publicará en el Boletín Oficial de Aragón.

## Listado de premiados
| Año  | Autor                                               |
| ---- | --------------------------------------------------- |
| 2001 | Ana María Navales (1939–2009)                       |
| 2002 | José Carlos Mainer (1944)                           |
| 2003 | Soledad Puértolas (1947)                            |
| 2004 | Jesús Moncada (1941-2005)                           |
| 2005 | Rosendo Tello (1931-2024)                           |
| 2006 | Francisco Carrasquer (1915-2012)                    |
| 2007 | José María Conget Ferruz (1948)                     |
| 2008 | Ramón Gil Novales (1928-2018)                       |
| 2009 | José Luis Borau (1929–2012)                         |
| 2010 | Ángel Guinda (1948-2022)                            |
| 2011 | Ignacio Martínez de Pisón (1960)                    |
| 2012 | José Manuel Blecua Perdices (1939)                  |
| 2013 | José Verón Gormaz (1946-2021)                       |
| 2014 | Magdalena Lasala (1958)                             |
| 2015 | Manuel Vilas (1962)                                 |
| 2016 | Agustín Sánchez Vidal (1948)                        |
| 2017 | José Luis Corral (1957)                             |
| 2018 | Juan Bolea (1959)                                   |
| 2019 | Ana Alcolea (1962)                                  |
| 2020 | Julián Casanova (1956)                              |
| 2021 | Javier Sierra (1971)                                |
| 2022 | Félix Teira (1954)                                  |
| 2023 | Irene Vallejo (1979)                                |
| 2024 | Antón Castro (1959) y José Luis Melero Rivas (1956) |